# Ets Hayyim
Ets Hayyim (עץ חיים en hebreu, "l'arbre de la vida" en català) és una obra literària que tracta sobre la Càbala, el llibre va ser escrit l'any 1573. El llibre de l'Ets Hayyim, és un resum dels ensenyaments del rabí asquenazita Isaac Lúria, l′Arizal (1534-1572). L'Arizal va ser un rabí cabalista que va crear una nova tendència en l'estudi de la Càbala.
El llibre va ser publicat gràcies a l'estudiant i deixeble de l′Ari, el Rabí Hayyim Vital, qui escrivia el que explicava el seu mestre, durant les lliçons que impartia l′Arizal, als deixebles que formaven part del seu grup d'estudi cabalístic, a la ciutat de Safed, a la Palestina otomana. El Rabí Hayyim Vital va recopilar els ensenyaments de l′Ari, en un llibre que tracta sobre la Càbala luriànica.
El llibre parla sobre l'ordre diví i l'existència de les coses. L'obra tracta sobre la revelació, i la percepció de la realitat de l'home del nostre temps. El nivell de comprensió del món per part de l′Ari es pot veure des de les primeres línies al començament del llibre. Aquest fragment del llibre fa referència a l'arbre de la vida: 
“Saben, abans del començament de la creació només existia la llum més alta i completa. La descripció del procés de creació comença des d'aquest punt, sobretot". 
El llibre marca l'inici de la Càbala luriànica, però va ser el Rabí Hayyim Vital qui va revelar el contingut de l'obra al Món. Abans de l′Arizal, els cabalistes revelaven en els seus llibres el desenvolupament de la realitat des del seu origen fins al nostre Món (des del comprensible, la llum). L′Arizal HaKadosh va descobrir un mètode per comprendre millor la realitat.